# 双文制
雙文制是一個社會語言學的術語，指一個語言使用多種文字的現象，有的學者又將它分為兩種。第一種為「共時性雙文」，即一個語言同時有多種文字。第二種則是「歷時性雙文」，即一個語言轉換文字的過渡時期。另外，因為雙文制並不一定是一語雙文的，所以也有學者把它翻譯為「多文制」或「多文字」。

## 術語

### 詞源
美國汉学家、语言学家約翰·德范克（John DeFrancis）於1984年曾用了digraphia一詞，又將之翻譯到中文，從而得出「雙文制」一詞。德范克將該詞定義為「同一個語言中使用一或更多種文字」，並且用了「雙文制」一詞說明現代漢語中拼音、漢字並用的現象。至於英語digraphia一詞，則和法語digraphie同源，都是從希臘語的前綴δι-（雙、二）和詞根-γραϕία（文字）衍生而出的。

### 新詞提倡者
分別有四個不同的作者以diglossia一詞為參考，並類推出了digraphia這個詞的。
研究桑海語的語言學家切赫·澤瑪（Petr Zima）於1974年初次用了「雙文制」一詞來描述豪薩語中一語雙文的現象，即拉丁字母與阿拉伯字母兩者並用。另外，澤瑪又分别定義了雙文制（digraphia）和單文多形（diorthographia）兩種文字現象：
- 雙文制：「一個語言中有兩種文字共存......」
- 單文多形：「一個語言中只有一種文字，而差別則僅在於書寫形體上。」[6]

## 共時性雙文

### 庫德語
地處中東土耳其、敘利亞、伊拉克、伊朗等國交界處之庫德族所使用的庫德語，由於不同國家的庫德族人所使用的文字有所差異，因此庫德語在土耳其境內採用的是跟土耳其語相同的拉丁字母，而敘利亞、伊拉克、伊朗境內的庫德族人仍以傳統的阿拉伯字母書寫庫德語。

### 蒙古語
蒙古國與內蒙古自治區兩地的蒙古族人，最早在元朝建立之前使用了從回鹘字母改良的蒙古文字；而外蒙古獨立後，由於外蒙曾在蘇聯勢力範圍內，蘇聯當局在外蒙境內使用西里爾字母，並成為今日蒙古國的官方文字。現今內蒙的蒙族人使用的蒙古語以回鶻式蒙古文書寫，而外蒙的蒙族人使用的蒙古語則以西里爾字母書寫，但兩種版本的蒙古語可共通。然而，由于蒙古字母是纵排书写，其在互联网上的使用不如西里尔蒙古文广泛。

### 日語
日語書寫系統是有一個十分複雜的雙文制的。威廉·C·漢納斯（William C. Hannas）將日文的雙文制區別為兩種：即並不常用的日羅混排（日文、羅馬字）和現代日文中的「一語三文」。日羅混排，也就是日文、羅馬字母並用，通常見於外來語，如DVD一詞。日文的書寫系統，則是同時使用漢字、片假名、平假名三者。漢字用於漢語詞，平假名用於日語詞，片假名則用於外來詞和強調文意。譬如說，「日本」的日語發音是Nihon（IPA：/ni.ho.ɴ/），正常來說都會用漢字寫作「日本」，但是偶爾也會用平假名寫作「にほん」，片假名寫作「ニホン」，或者甚至用日語羅馬字寫作「Nihon」。寫日文是有多種選擇的，而不同的寫法也各有含義。

### 塞爾維亞－克羅地亞語
南斯拉夫時期，領導人狄托為了解決民族和語言問題，以塞爾維亞－克羅埃西亞語為官方語言，並同時以拉丁字母（適用於今日克羅埃西亞、斯洛維尼亞與科索沃）與西里爾字母（適用於今日馬其頓），而相當於今日的塞爾維亞、波士尼亞、蒙特內哥羅等地區都有西里爾與拉丁字母混用的情形；後來在南斯拉夫內戰後，各民族先後脫離貝爾格勒中央政權紛紛獨立，並回復了各民族的語言；目前仍只有塞爾維亞語同時使用拉丁字母與西里爾字母書寫，並可相互轉換。

### 北非的阿拉伯語
在阿爾及利亞、突尼西亞和摩洛哥仍會將阿拉伯字母與拉丁字母一起並列使用，其中摩洛哥當地自2003年又將柏柏爾語的提非納字母納入官方文字一起使用。

## 歷時性雙文
土耳其在鄂圖曼帝國統治時期，土耳其語以阿拉伯文書寫；後來在一次大戰後，凱末爾為求土國現代化並與國際接軌，引進了拉丁字母轉寫系統，後來拉丁字母取代了阿拉伯文，成為土國的官方文字。
中亞的哈薩克、烏茲別克、土庫曼、吉爾吉斯、塔吉克、亞塞拜然等國，早年受伊斯蘭文化影響，曾以阿拉伯文書寫當地語言；後來併入了蘇聯控制範圍，蘇聯當局也向這些國家推廣西里爾字母；最後在蘇聯解體後，各國回復了自己的語言，亞塞拜然、烏茲別克與土庫曼改用了拉丁字母，而哈薩克、塔吉克和吉爾吉斯則使用西里爾字母。
越南曾在早期從中國引入了漢字並依照越南國情改良為喃字，後來在法國殖民時期，法國殖民當局將原本的越南喃字全面改良為拉丁化書寫方式，並成為今日的越南文。
滿族人與其前身女真人，先後建立了金國與滿清。在完顏阿骨打創立的金國時期，使用了模仿漢字的女真文，後來於蒙古人消滅金國後逐漸沒落；女真人努爾哈赤建立了後金，並採用了改良自蒙古文字的滿文做為女真人自女真文之後的書寫方式，而北京的清朝古蹟，如紫禁城、雍和宮等地，都有滿漢雙語並列書寫的牌匾。
朝鮮半島在李氏朝鮮末期一直到二戰分裂前，曾將諺文與漢字一同混寫，但在韓戰結束後，半島北方的北韓將漢字徹底廢除，並實現純諺文的書寫系統；而半島南方的韓國，一直到1976年前都以諺文與漢字的混寫為主，直到朴正熙上台後才慢慢實現純諺文的書寫系統，但韓國至今仍會使用少量的漢字寫在諺文旁邊來解釋歧意。

## 現代標準漢語的雙文制
繁簡中文是否雙文制尚有爭議，辯論者認為繁簡中文屬於多中心語言或雙字形（diglyphia），而非雙文制。1949年中國共產黨取得了國共內戰在中國大陸的全面勝利，後來在1950年代末，為了解決教育水平偏低的農工階層識字率不足的問題，當局提出了「漢字簡化方案」，並創立了簡體中文；後來在1970年代末到1980年代初，曾試辦了「二簡字」的推廣，但二簡字並沒有得到普及，最後仍未被接受。相反，當時仍在中華人民共和國體制外的香港、澳門與台灣則通用繁體中文（台灣官方稱作「正體中文」），並沿用至今。不過隨著兩岸三地交流頻繁，部分的書面和影視出版品、電腦軟體都可相容於繁簡體中文，以供兩岸不同文字用戶使用。

## 外部連結
- New Perspectives on Digraphia（页面存档备份，存于）, Elena Berlanda
- Biscriptality – Sociolinguistic and Cultural Scenarios Conference（页面存档备份，存于）, Heidelberg Academy of Sciences and Humanities
- Writing Systems and Society, "Scripts become flags", Ozideas
- Diglossia as a Sociolinguistic Situation, Harold F. Schiffman